# Tetragnatha aenea
Tetragnatha aenea är en spindelart som beskrevs av Theodore Edward Cantor 1842. Tetragnatha aenea ingår i släktet sträckkäkspindlar, och familjen käkspindlar. Inga underarter finns listade i Catalogue of Life.